# Poporodní deprese
Poporodní deprese jsou psychické stavy, které se objevují v rozmezí dní až měsíců po porodu potomka. Jako poporodní deprese se podle Americké psychologické asociace označují i depresivní stavy, kterými trpí žena během těhotenství. Postihují především ženy, ale mohou jimi trpět i muži. Hlavními příznaky jsou deprese, anhedonie, únava, nechutenství a poruchy spánku. Jedná se o stav odlišný od poporodní psychózy.
Poporodní deprese, které nejsou léčeny, mohou trvat mnoho týdnů až měsíců. Obecně se za poporodní deprese považují depresivní stavy, které probíhají kdykoliv v rozmezí od početí do skončení prvního roku po porodu a trvají nejméně 2 týdny. Přestože se uvádí mnoho rizikových faktorů, přesné příčiny nejsou zatím známy. Faktorem může být například osobní či rodinná historie nebo nedostatečná sociální podpora. Pokud se deprese vyskytují v rodině či pokud rodič sám v minulosti či během těhotenství depresemi trpěl, je vyšší šance, že bude trpět poporodními depresemi. Dalšími faktoru mohou být stresující události, sociální konflikt, psychické / fyzické týrání a problémy s kojením. Jako významný rizikový faktor se také uvádí změna hormonální hladiny a spánková deprivace.
Možnou léčbou jsou antidepresiva, psychoterapie, masáže nebo například nejrůznější fyzické aktivity. Léčba může (v ideálním případě) obsahovat kombinaci psychofarmak a dalších terapií. Přístupy, které se ukázaly jako efektivní, jsou např. kognitivně behaviorální terapie, interpersonální terapie nebo terapeutické směry vycházející z hlubinné psychologie.
Poporodní deprese postihují zhruba 15 % žen a 4 % otců.

## Příznaky
Příznaky se mohou projevit kdykoliv v těhotenství, nebo v průběhu prvního roku života dítěte. Aby rodič obdržel diagnózu poporodní deprese, musí příznaky přetrvávat alespoň 2 týdny. Poporodní deprese se vyskytují i u žen, které utrpěly přirozený potrat, nebo porodily mrtvý plod.
Mezi hlavní příznaky poporodní deprese patří stavy spojené s pláčem, únavou, celkovou nechutí, otupělostí, zpomalením a poruchami spánku. Dalšími příznaky mohou být prudká náladovost, úzkost, strach či panika doprovázená zrychleným tepem, bolestmi na hrudníku, třesem a malátností, změny v apetenci, změna libida. Rodiče také pociťují potíže s navázáním pouta mezi nimi a dítětem, slabé sebevědomí v péči o dítě, obavy, zda se o ně dokáží dobře postarat. Mohou se objevovat myšlenky zahrnující posedlost zdravím dítěte, projevující se například neustálým mytím rukou.
Poporodní deprese může mít negativní vliv na pouto mezi matkou a novorozencem, v dlouhodobém měřítku může narušit normální vývoj dítěte, jelikož poporodní deprese může způsobit, že je chování matky k dítěti nestálé a nepravidelné (např. v dodržování jídelních a spánkových návyků), či zanedbává péči o něj.

## Příčiny
Příčiny poporodní deprese nejsou jasně známy. Potenciální příčiny jsou hormonální změny, genetické faktory, a významné životní události a změny.

### Rizikové faktory
Velmi významným faktorem je dědičnost. Proto pokud se v rodinné anamnéze vyskytuje deprese, riziko poporodní deprese se zvětšuje. Podobně pokud se nachází v osobní historii jedince, nebo dokonce přímo v těhotenství, výskyt poporodních depresí je více pravděpodobný. Poporodní depresí jsou velmi vážně ohroženy ženy, které byly před porodem vystaveny strachu, bezmoci či měly při porodu pocit špatného zacházení. U těchto žen se mohou objevit noční můry, strach z kontaktu s ostatními a pocit paniky. Mezi ohrožující faktory dále patří sociologické faktory, jako je například vystavení stresové situaci nebo sociálnímu konfliktu. Dalšími možnými faktory, které mohou předznamenat poporodní depresi, jsou například cukrovka, poruchy spánku nebo kouření. Za rizikový faktor se také považuje předchozí úmrtí plodu či přirozený potrat.

## Diagnóza
Diagnóza je stanovena na základě symptomů poporodní deprese. Aby byla označena za velmi vážnou depresi, musí se objevit alespoň 5 symptomů. Alespoň jeden z těchto symptomů musí být anhedonie (neschopnost prožívat kladné emoce) nebo depresivní nálada. Dalšími symptomy mohou být například únava, poruchy spánku či sebevražedné sklony. Rozlišuje se, zdali se jedná pouze o poporodní deprese či o poporodní psychózu, která je doprovázená halucinacemi, neschopnosti spát několik nocí po sobě a celkovým zmatením. Na stanovení diagnózy se používá především Edinburská škála poporodní deprese, ale i další metody jako Škála poporodních depresí, nebo Beckův depresivní inventář. Doporučuje se otestovat rodiče při návštěvě lékaře hned po porodu, ale také průběžně před porodem pomocí standardizovaných testů na úzkost a deprese.

## Léčba

### Antidepresiva
Farmakologická léčba je vhodná především pro ženy s diagnózou těžké poporodní deprese. Vzhledem k tomu, že jsou ženy krátce po porodu citlivé na vedlejší účinky léků, měla by být léčba zahájena polovinou doporučené denní dávky, která se případně postupně navyšuje. Pokud žena již dříve úspěšně reagovala na nějaký druh antidepresiv a pokud jsou tyto léky účinné i proti depresi poporodní, je dobré jejich opětovné použití. Léčba by měla trvat nejméně ještě 6 měsíců po vymizení příznaků, aby bylo zabráněno jejich návratu. 50-80 % pacientů s jedinou epizodou těžké deprese má po vysazení léků alespoň jednu další epizodu, přičemž se toto riziko zvyšuje s počtem předchozích epizod. Proto je dlouhodobá léčba nutná pro prevenci recidivy, a to především u žen, které měly tři nebo více epizod těžké deprese. Pokud nedojde ke zlepšení po šesti týdnech farmakoterapie nebo dojde k návratu nemoci, je třeba zvážit doporučení k psychiatrovi.. Antidepresiva však nejsou ideální volbou, jelikož látky, které tato psychofarmaka obsahují, přecházejí do mateřského mléka, a tak jejich uživatelky nemohou kojit.

### Hormonální léčba
Estrogenová terapie může snížit příznaky deprese již po 12 týdnech léčby, a to především u žen s těžkou poporodní depresí. Tato léčba je však velmi kontroverzní, jelikož podávání estrogenu není povolené, pokud má pacient zvýšené riziko krevní sraženiny, což má prvních 12 týdnů po porodu každá matka.

### Psychoterapie
Depresivní symptomy u žen s poporodní depresí může pomoci redukovat také psychologická intervence, která je vhodná především pro ženy s mírnou až středně těžkou depresí. Může být prováděna samostatně nebo ve spojení s antidepresivy. Psychologická intervence zahrnuje jak individuální tak skupinovou psychoterapii, konkrétně například interpersonální psychoterapii či kognitivně behaviorální terapii. Může však trvat několik měsíců, než jsou pozorována zlepšení.

## Prevence
Preventivní léčba postnatální deprese by měla být zvážena především u žen, které dříve prodělaly jakoukoli epizodu deprese. Důležité je pečlivé sledování po porodu a připravení plánu pro rychlý zásah, pokud se objeví depresivní symptomy. Předepisována bývají antidepresiva, které byla již dříve úspěšně užívána. K prevenci je velmi vhodná prenatální i postnatální psychologická intervence, která rizika vzniku poporodní deprese výrazně snižuje. Vhodná je opět jak individuální tak skupinová terapie. Efektivní je také poporodní psychoedukace.